# Coupe de Calédonie 2009
Die Spiele um den Coupe de Nouvelle Calédonie Senior 2008/2009 endeten mit dem Finale zwischen AS Magenta und AS Mont-Dore im Stade Numa-Daly von Nouméa am 30. Mai 2009. Der Pokal wurde zum 55. Mal ausgespielt und ging zum dritten Mal an die Mannschaft des AS Mont-Dore. Das Endergebnis lautete 7:5 n. E.

## Wettbewerb

### Achtelfinale
| Datum            |                    | Ergebnis |                 |
| ---------------- | ------------------ | -------- | --------------- |
| 12. Februar 2009 | Tiga Sports        | 02:10    | AS Mont-Dore    |
| 14. Februar 2009 | ES Wetr            | 0:5      | FC Gaitcha      |
| 14. Februar 2009 | AS Magenta         | 3:1      | AS Lössi        |
| 14. Februar 2009 | AS Kunié           | 3:1      | JS Maré         |
| 14. Februar 2009 | Mouli Sport        | 3:1      | AS Poum         |
| 14. Februar 2009 | AS Témala Ouélisse | 2:7      | Qanono Sports   |
| 14. Februar 2009 | JS Baco            | 10:0 1   | Thio Sports     |
| 7. März 2009     | AS Goa             | 2:7      | Hienghène Sport |

#### Wiederholungsspiel
| Datum        |         | Ergebnis |             |
| ------------ | ------- | -------- | ----------- |
| 7. März 2009 | JS Baco | 2:4      | Thio Sports |

### Viertelfinale
| Datum         |                 | Ergebnis |               |
| ------------- | --------------- | -------- | ------------- |
| 4. April 2009 | Thio Sports     | 3:1      | AS Kunié      |
| 4. April 2009 | Mouli Sport     | 2:0      | Qanono Sports |
| 4. April 2009 | AS Mont-Dore    | 4:0      | FC Gaitcha    |
| 4. April 2009 | Hienghène Sport | 0:3      | AS Magenta    |

### Halbfinale
| Datum        |             | Ergebnis  |              |
| ------------ | ----------- | --------- | ------------ |
| 23. Mai 2009 | Thio Sport  | 0:2 (0:1) | AS Magenta   |
| 23. Mai 2009 | Mouli Sport | 3:4 (1:1) | AS Mont-Dore |

### Finale
| Datum        |            | Ergebnis                         |              | Ort    |
| ------------ | ---------- | -------------------------------- | ------------ | ------ |
| 30. Mai 2009 | AS Magenta | 3:3 n. V. (2:2, 0:1) (2:4 i. E.) | AS Mont-Dore | Nouméa |